# Ancora io/Una nuova bugia
Ancora io/Una nuova bugia è un singolo del cantautore italiano Pupo, pubblicato nel 1982.
Entrambi i brani sono stati composti interamente dallo stesso artista e inseriti nell'album Cieli azzurri del 1983.

## Tracce
1. Ancora io
2. Una nuova bugia